# Élections législatives micronésiennes de 2021
Les élections législatives micronésiennes de 2021 ont lieu le 2 mars 2021 afin de renouveler pour deux ans dix des quatorze sièges du Congrès, le parlement fédéral monocaméral des États fédérés de Micronésie.
Les dix députés sortants sont tous réélus, dont quatre n'ayant aucun adversaire dans leur circonscription. 

## Système politique et électoral
Les États fédérés de Micronésie sont une république fédérale et une démocratie parlementaire. Ayant obtenu leur indépendance vis-à-vis des États-Unis d'Amérique en 1986, ils ont conservé un modèle politique partiellement inspiré par les institutions fédérales américaines. Le Congrès, le corps législatif, compte quatorze membres. Dix d'entre eux sont élus tous les deux ans au scrutin uninominal majoritaire à un tour pour représenter les dix circonscriptions électorales uninominales que compte le pays. Les quatre autres, appelés « sénateurs », représentent chacun l'un des quatre États de la fédération : Yap, Chuuk, Pohnpei et Kosrae, et sont élus tous les quatre ans. Le scrutin de 2021 ne concerne pas ces quatre représentants fédéraux, élus en 2019.
Le nouveau Congrès procède ensuite à l'élection du président de la République parmi les quatre sénateurs fédéraux. Bien que les sièges des sénateurs ne soient pas renouvelés en 2021, le président David Panuelo devra conserver la confiance de la nouvelle assemblée issue de ces élections, afin de conserver la présidence de la République.
Il n'existe pas de partis politiques ; tous les candidats se présentent donc sans étiquette. Et bien qu'étant officiellement un État souverain, le pays demeure très dépendant des États-Unis d'Amérique, auxquels il demeure formellement lié par un « accord de libre association ».

## Suites
Le représentant du 3e district de Chuuk, Derensio Konman, meurt quelques mois après sa réélection. Une élection partielle le 12 novembre 2021 est remportée par sa veuve, Perpetua Konman (en), médecin de profession, qui devient ainsi la première femme de l'histoire à siéger au Congrès micronésien.